# Warhammer 40,000: Dawn of War II — Retribution
Warhammer 40,000: Dawn of War II — Retribution — доповнення до відеогри Warhammer 40,000: Dawn of War II, розроблене Relic Entertainment та видане THQ. Реліз відбувся 1 березня 2011 року для Північноамериканського регіону та 4 березня для Європи. З 2013 року видавцем є Sega, яка отримала права на видання відеоігор за Warhammer 40,000.
Сюжет продовжує події Chaos Rising та першої Dawn of War 2004-го року. Події розгортаються через 10 років після Chaos Rising в погрузлому в міжусобицях та безладі підсекторі Аврелія. Магістр-єретик ордена Кривавих Воронів шле запит до Інквізиції на винищення всього життя в підсекторі — Екстермінатусу. Він планує отримати з цього особисту вигоду, присвятивши всі жертви богу Корну, щоб стати князем демонів. Різні фракції, що населяють систему, намагаються завадити цьому та врешті здобути перемогу.

## Ігровий процес
У Dawn of War II — Retribution геймплей кампанії став більш подібним на геймплей багатокористувацького режиму. В ньому з'явилися ресурси (реквізиція та енергія) і ліміт військ. Точки реквізиції та енергетичні вузли дають відповідні ресурси, а вузли підтримки — збільшують ліміт військ для даної місії. Реквізиція та енергія крім того лежать в ящиках, які слід розбити і вручну курсором зібрати їхній вміст. Поповнення втрат і обмежене замовлення нових військ відбувається в спеціальних точках. На місцевостях кожної місії наявна база, яку можливо захопити і отримати можливість замовлення всіх доступних бойових одиниць.
Герої і пересічні війська отримали систему вдосконалень прямо впродовж місії. За певну кількість ресурсів і часу, або лише час, воїни й техніка оснащуються новою зброєю, яка дає спеціалізацію в боротьбі проти якихось типів ворогів. Для героїв  дооснащення в місіях недоступне, але між боями вони отримують постійні вдосконалення витривалості, збільшення запасу волі та атаки. Замість поповнюваних боєприпасів і пристроїв, як гранати і стимулятори, герої стали витрачати запас волі.
Темп битв зріс, було пришвидшено процес захоплення об'єктів. В кампанії додалася система очок ентузіазму, що нараховуються за будь-які дії, а особливо за знищення ворогів. Ці очки витрачаються на підтримку, таку як атаки союзних сил. Систему медалей за успіхи в місіях було скасовано, а винагороду стало можливим обирати з-поміж трьох варіантів. Вона зазвичай поділяється на екіпіровку для героїв і вдосконалення простих військ, які потім застосовуються в місіях.
Гравець може послати на завдання або героя, або відповідний його замінник у вигляді загону бійців або техніки. Розвиток героїв спростився, порівняно з оригіналом та Chaos Rising, тепер кожному рівню персонажа відповідає одне вміння. Для палих героїв додалася здатність оживлення, як у багатокористувацькій грі. Коли герой гине, його можна повернути повністю боєздатним, витративши реквізицію. Чим довше він відсутній на полі бою, тим меншою стає ціна, поки не досягає мінімальної для нього. Оживлений герой миттєво опиняється біля найближчої точки замовлення військ і автоматично вирушає до місця загибелі.
Для режиму The Last Stand у 2016 році, з нагоди п'ятої річниці виходу гри, було анонсовано нового героя — Лорда некронів. Він став доступним у складі платного завантажуваного доповнення.

## Кампанії
Доповнення має 6 кампанії, кожна за окрему расу. Гравець може проходити будь-які з них. Всі кампанії відбуваються на тих самих картах і з однаковими загальними сюжетними подіями.
- Орки (Капітан Бладфлагг і його пірати). Орки-пірати на чолі з Капітаном Бладфлаггом (англ. Kaptin Bluddflagg) вирішили, після дрібних грабунків і служби найманцями, пограбувати напівзруйновану столицю підсектора — Меридіан, але зазнали аварії на сусідній планеті Тіфон. Інквізитор Адрастія укладає з Бладфлаггом угоду — орки вбивають єретика Кіраса, воюючи де забажають, а Інквізиція не перешкоджатиме цьому. Капітан однак хоче на додаток ще й капелюх Адрастії для своєї колекції. Бладфлагг має в команді героїв мека Містера Нейлбрейна (англ. Mister Nailbrain), ноба Спукумса (англ. Spookums) і штурмовика Бріккфіста (англ. Brikkfist).
- Елдари (Аутарх Кайлет і елдари штучного світу Алайток). Дізнавшись про те, що планети підсектора можуть бути знищені, елдари з Біель-Тану і Алайтоку вирішили всіма силами утримувати прибуття Чорного Флоту Інквізиції і в цей час врятувати камені душ похованого на Тіфоні світу-корабля. Крім Кайлет (англ. Autarch Kayleth) у військовії операції беруть участь слідопит Ронан (англ. Ronahn), чародій Велдоран (англ. Veldoran) і провидиця Еленве (англ. Elenwe).
- Тираніди (Володар Вулика і тираніди флоту Левіафан). В джунглях планети Тіфон з'явився Володар Вулика (англ. Hive Lord) — аватар Розуму Вулика. Він збирає здичавілих тиранідів, щоб відновити зв'язок з флотом Левіафан і привести основні сили для поглинання підсектора. Володар є єдиним героєм в кампанії.
- Космодесант (Аполлон Діомед і незачеплені єрессю Криваві Ворони). Магістр ордену Азарія Кірас оголосив героїв Авреліанського Хрестового Походу зрадниками, але сам є єретиком, що і служить причиною розбрату в підсекторі. Капітан Габріель Ангелос поклявся зупинити його і знайшов собі союзника — Аполлона Діомеда (англ. Apollo Diomedes), який очолює особисту гвардію Кіраса. Той, хоч і не довіряє Ангелосу, прагне врятувати свій орден, для чого розшукує джерело єресі в підсекторі. В своїх рядах має технодесантника Мартеллуса (англ. Martellus), ветерана Древнього (англ. Ancient) і сержанта Сайруса (англ. Cyrus).
- Космодесант Хаосу (Еліфас Спадкоємець і Чорний Легіон). Еліфас Спадкоємець (англ. Eliphas the Inheritor) уклав угоду з володарем Чорного Легіону Абаддоном, яка полягала в знищенні всіх Кривавих Воронів, включаючи тих, що підпали під вплив Хаосу, за порятунок його в кінці Chaos Rising. В разі ж провалу його душа дістанеться Абаддону. Еліфас воює разом з чаклуном Неротом (англ. Neroth), націленим чемпіоном Каїном (англ. Aspiring Champion Kain) та чемпіоном чуми Варіусом (англ. Plague Champion Varius).
- Імперська Гвардія (Лорд-Генерал Кастор і 8-й Кадіанський полк). Азарія Кірас проголосив підсектор Аврелія втраченим і запросив у підрозділу Інквізиції з боротьби з єресями, Ордо Маллеус, Екстермінатус всіх його планет — винищення життя бомбардуванням з космосу. Для того, щоб запобігти загибелі невинних, Габріель Ангелос попросив свою стару знайому з Ордо Єретикус — Леді-Інквізитора Адрастію (англ. Adrastia) провести розслідування і підтвердити, що насправді сам Кірас зрадив Імператора і тим самим відвернути Екстермінатус. Адрастія бореться разом з генералом Кастором (англ. Castor), сержантом Мерріком (англ. Merrick) і комісаром Бернном (англ. Bernn).

## Сюжет

### Дія
Події розгортаються через 10 років після перемоги над Улькаїром та викритті єретиків в підсекторі Аврелія (Warhammer 40,000: Dawn of War II - Chaos Rising). Відтоді там так і не вдалося встановити міцного миру і все десятиліття тривали бої сил Імперіуму з відступниками і ксеносами. За цей час орден Кривавих Воронів втратив всю свою колишню могутність і для врегулювання становища були вислані всі вільні полки Кадіанських ударних сил Імперської Гвардії, але незабаром гвардійці були винищені, чи перейшли на бік Хаосу.
Всі кампанії складаються з тих самих місій, з поправками на сторону, за яку проходить гравець. Кампанії починаються на планеті Тіфон Примаріс, де гравцеві слід зібрати своїх командирів та армію, щоб відбити атаки та контратакувати форпост ворога (в кожній кампанії іншого). Далі на заваді стають зрадники Імперської гвардії, зокрема екіпаж танку «Отруєне лезо». Здобувши перемогу, війська знаходять сховані в джунглях телепорти і відправляються на Калдеріс, щоб зруйнувати базу Космодесантників, вірних Кірасу. На Калдерісі є також додаткова місія — завадити місцевим оркам довезти до своєї бази награбоване ними.
На Аврелії відбувається бій з силами Хаосу та численними гвардійцями-зрадниками. Улькаїр впливає на розуми людей, а Чорний Легіон будує там портал.  Зрадники облаштувалися також і на Меридіані, позбавивши планету оборони. Але перемога над ними не є визначальною, оскільки неподалік оселилися орки і склали бойову машину, з якою мають велику перевагу. Покінчивши з ними, підконтрольні герої повертаються на Тіфон.
Там діють елдари, які своїми психічними силами затримують прибуття флоту Ексермінатусу. Як з'ясовується, вони забирали камені душ з похованого на планеті корабля-світу. Загибель елдарів дозволяє флоту Екстермінатусу прибути до Тіфона і почати його бомбардування. Тут герої повинні встигнути евакуювати свої війська через телепорт (різний для кожної кампанії), поки планета не буде випалена. Телепорт переносить бійців на покинутий корабель «Суд Воронів», заселений орками на чолі з божевільним меком і тиранідами. Наступним завданням, після їх знищення, є добивання залишків елдарів на Тіфоні і їхніх брам, щоб ніхто не зміг покинути планету.
Останньою планетою, де доведеться побувати, стає покинута Кирена, що раніше зазнала Екстермінатусу за участі Габріеля Ангелоса. Там тепер знаходиться база Кривавих Воронів, які повертають собі покинуту колись техніку. Там же перебуває й Кірас, який вже приніс досить жертв. Він перероджується в князя демонів і разом з великою кількістю слуг Хаосу стає останньою перепоною для раси, якою керує гравець.

### Закінчення
- Орки — Бладфлагг знаходить Адрастію і відбирає у неї капелюх, як і хотів при укладенні угоди. Після цього він зі своїми піратами вирушає на новозбудованому кораблі шукати нові пригоди.
- Елдари — Ронан забирає з останків Кіраса камінь з душею своєї сестри і з іншими елдарами покидає підсектор, щоб повернутися на штучний світ Ультве.
- Космічні Десантники — Капітан Діомед доповідає Інквізитору Адрастії, що Кірас подоланий і Екстермінатус більше не потрібний. Габріель Ангелос виживає, але отримує численні каліцтва. Згодом його тіло відновлюється протезами і Габріель стає новим магістром ордена.
- Хаос — після перемоги на Кірасом, Еліфас дозволяє відбутися Екстермінатусу, загибель жителів підсектору стає його жертвою богу війни і крові Корну. Еліфас в нагороду сам стає князем демонів.
- Тираніди — тираніди з'єдналися зі своїм флотом-вуликом і поглинули підсектор, в результаті чого загинули 94 % сил Імперської Гвардії і всі Криваві Ворони, які відмовилися відступати.
- Імперська Гвардія — Інквізитор Адрастія припиняє Екстермінатус, забираючи як доказ вини Кіраса його шолом. Кастор і Меррік, жартуючи, спостерігають за її відльотом.

Канонічне закінчення не було вказане розробниками, але з пізніших творів за всесвітом Warhammer 40,000 відомо про долю декотрих персонажів. Під час подій відеогри Warhammer 40,000: Space Marine, Криваві Ворони допомагають у звільненні планети Грайя від вторгнення орків і Хаосу, з чого слідує, що орден до того часу вдалося відновити і реформувати. Через це фінали Хаосу і тиранідів не вважаються канонічними, оскільки вони передбачають знищення Кривавих Воронів.
Згідно книги видавництва Fantasy Flight Game під назвою «Deathwatch: Honor the Chapter», і гри Dawn of War III, Габріель Ангелос очолив орден, що робить найвірогіднішим закінчення Імперської Гвардії або Космодесанту.

## Оцінки і відгуки
| Агрегатор    | Оцінка  |
| ------------ | ------- |
| GameRankings | 81,68 % |
| Metacritic   | 81 %    |

| Видання      | Оцінка |
| ------------ | ------ |
| Eurogamer    | 8/10   |
| GamePro      | [ 8 ]  |
| GameSpot     | 8.5/10 |
| GameSpy      | [ 10 ] |
| GameTrailers | 8.7/10 |
| GameZone     | 9/10   |
| IGN          | 8.5/10 |

Доповнення отримало в більшості схвальні відгуки, зібравши по 81 % на агрегаторах Metacritic і GameRankings. Попри повторюваність подій кампаній, їхня подача була добре зустрінута.
IGN зазначили: «Як і в попередніх іграх Dawn Of War, Retribution має багато рольових аспектів. Після кожної місії, ви отримуєте досвід для героїв, а також спорядження. Результатом є система, яка збільшує гравцеві вибір і тактику ще далі, дозволяючи налаштувати героїв під ваш стиль гри, і краще готувати свої сили до наступних місій. Наприклад, вам повинно полюбитися мати або героя, який підтримує стрільців захистом чи потужною гарматою, або броньованого нападаючого, який може поглинати удари і кинутися в бій, надихаючи довколишніх. Це робить героїв цікавими, і слугує причиною, щоб з нетерпінням чекати брифінгів між місіями».
Висновок Ігроманії звучав так: «Новий курс Relic одночасно радує і інтригує. Якщо з Dawn of War завжди було приблизно ясно, чого очікувати від чергового доповнення, то з Dawn of War 2 вже вдруге трапляється сюрприз. Retribution ледь уміщається в рамки звичайного аддону: шість грабельних рас, помножені на разюче поглиблену механіку і гнучкість в підсумку обернулися справжнім фестивалем щедрості від Relic. Страшно уявити, що розробникам потрібно буде зробити, щоб перевершити Retribution в наступних доповненнях».